# Niederwichte
Koordinaten: 51° 2′ 39″ N, 9° 36′ 12″ O
Niederwichte ist eine Wüstung in der Gemarkung von Wichte, einem Ortsteil der Gemeinde Morschen im nordhessischen Schwalm-Eder-Kreis.

## Lage
Die Siedlung befand sich – laut Angaben beim Landesgeschichtlichen Informationssystem (LAGIS) Hessen – auf etwa 386 m Höhe über NHN im Nordosten des Knüllgebirges unweit südwestlich des Gipfels des Bornbergskopfs (410,6 m) rund 2 km ostnordöstlich von Wichte sowie 4 km südlich von Neumorschen und 2,5 km westlich von Konnefeld, beides ebenfalls Ortsteile von Morschen. Bei dieser Lage etwa 145 m höher als das auf 240 m Höhe gelegene Wichte verwundert allerdings die Ortsbezeichnung Niederwichte.

## Geschichte
Zur Geschichte des Orts, der wohl um 1380 als Nedirn Wucha erstmals urkundlich erwähnt wurde, sind nur geringe schriftliche Nachweise vorhanden. Unbekannt ist auch, wann er verlassen wurde. Urkunden vom Mai 1477 und danach verdeutlichen, dass dort nur noch Wiesen zu finden waren:
- Im Mai 1477 bekundeten mehrere Einwohner von Neumorschen, dass sie Zinseinkünfte von Wiesen zu Niederwichte wiederkäuflich an drei Klosterjungfrauen im nahen Kloster Haydau verkauft hatten.[1]
- Im August 1480 bekundeten ein Vater und Sohn aus Neumorschen, dass auch sie einen Zins aus ihrer Wiese zu Niederwichte an eine Klosterjungfrau in Haydau wiederkäuflich verkauft hatten.[2]
- Im Januar 1552 bekundete der hessische Erbmarschall Volprecht I. Riedesel zu Eisenbach, dass er ein Ehepaar aus Spangenberg mit einem Teil des Zehnten zu Niederwichte als Mannlehen belehnt hatte.[3]